# محمد حراقه
محمد حراقه (انگلیسی: Mohamed Haraga) بازیکن واترپلو اهل مصر بود.